# Leipziger Straße 57, 58–67 (Eilenburg)
Die Gebäude Leipziger Straße 57 und 58–67 in Eilenburg sind ein Wohn- und Geschäftshauskomplex aus den 1950er-Jahren. Die zusammenhängende und unter Verwendung einheitlicher Gestaltungsmuster errichtete Blockbebauung des südlichen Straßenrandes erstreckt sich über eine Länge von etwa 200 Metern. Die Gebäude sind aufwendig ausgeführt und prägen das Stadtbild. Die Anlage ist eingetragenes Kulturdenkmal in der Denkmalliste des Landesamtes für Denkmalpflege Sachsen.

## Geschichte
Bei der Leipziger Straße 57–67 handelt es sich um den Wiederaufbau einer durch Kriegseinwirkung zerstörten Straßenrandbebauung. Der Gebäudekomplex wurde in Etappen von der Eckartstraße hin zum Marktplatz in den Jahren 1953 bis 1957 im Rahmen des Nationalen Aufbauwerks errichtet. Dabei wurden geklopfte Ziegel aus den Schuttmassen der alten Architektur verwendet. Das Ensemble ging nach dem Ende der DDR in das Eigentum der städtischen Wohnungsbau- und Verwaltungsgesellschaft (EWV) über, die die dortigen Wohn- und Gewerbeeinheiten seither zur Miete anbietet. Ende der 1990er Jahre erfolgten umfangreiche Sanierungsarbeiten am Straßenzug. Dabei wurden die vorhandenen Gauben und Zwerchgiebel entfernt.

## Baubeschreibung
Die qualitätvoll ausgeführten Bauten mit ihrer reichen Ornamentik sind der Nationalen Bautradition, einer Spielart des Sozialistischen Klassizismus, zuzuordnen. Die Häuser liegen nicht in einer Baufluchtlinie, grundsätzlich jedoch im Vergleich zur vorherigen Bebauung zurückversetzt, um dem Straßenraum mehr Platz einzuräumen.
Leipziger Straße 57

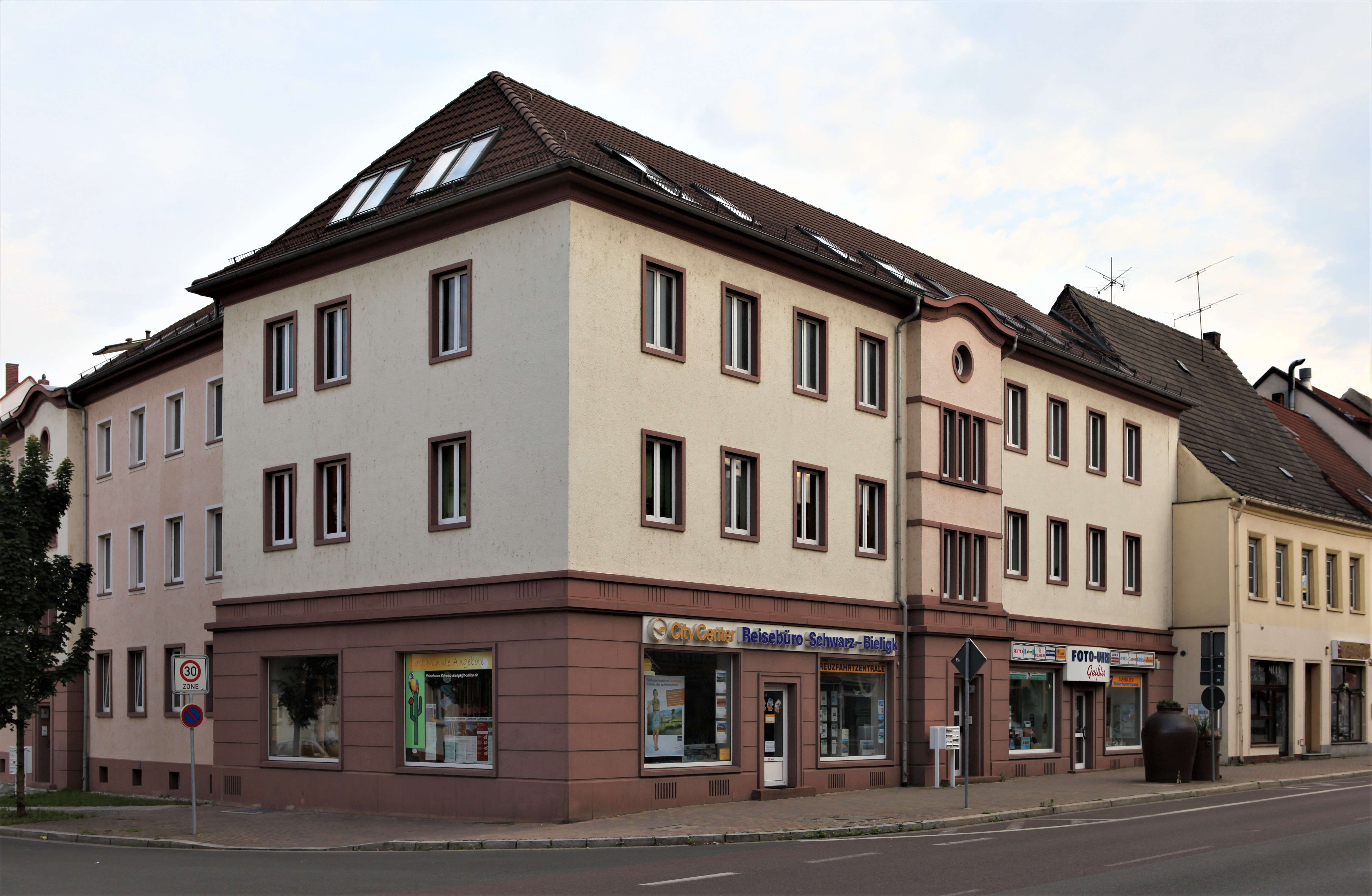
Das Eckgebäude Leipziger Straße 57; links ansetzend das Gebäude Eckartstraße 4/5, rechts ein in der alten Straßenflucht stehendes Haus der ursprünglichen Altstadtbebauung. (2012)

Das dreigeschossige Gebäude Leipziger Straße 57 stellt die Eckbebauung zur Eckartstraße dar und schließt in Richtung Westen (stadtauswärts) an die Altstadtbebauung an. Die Ladenbereiche im Erdgeschoss werden durch eine rotbraun gestrichene Bänderung besonders hervorgehoben. Durch ein Gurtgesims mit Fries in derselben Farbe werden die Geschäftsräume von den Wohnbereichen der Obergeschosse getrennt. Der Eingangsbereich und das darüber liegende Treppenhaus stehen leicht aus der Fassade hervor und schließen mit einem Schweif ab, der das Dachgesims aufnimmt. Kurz unterhalb dieser gewellten Dachkante befindet sich ein Ochsenauge. Die Faschen der Laden- und der Treppenhauseingänge sind einfach profiliert, die der Schaufenster und Wohnraumfenster treten unterschiedlich weit hervor, wobei sie sich in den Obergeschossen mit ihrem Rotbraun zusätzlich vom eingesetzten Naturfarbton abheben. An das Gebäude schließt sich ein Zeilenbau im Verlauf der Eckartstraße (westliche Straßenrandbebauung) an. Es kam wie gesamten Komplex ein Walmdach zur Ausführung.
Leipziger Straße 58–67

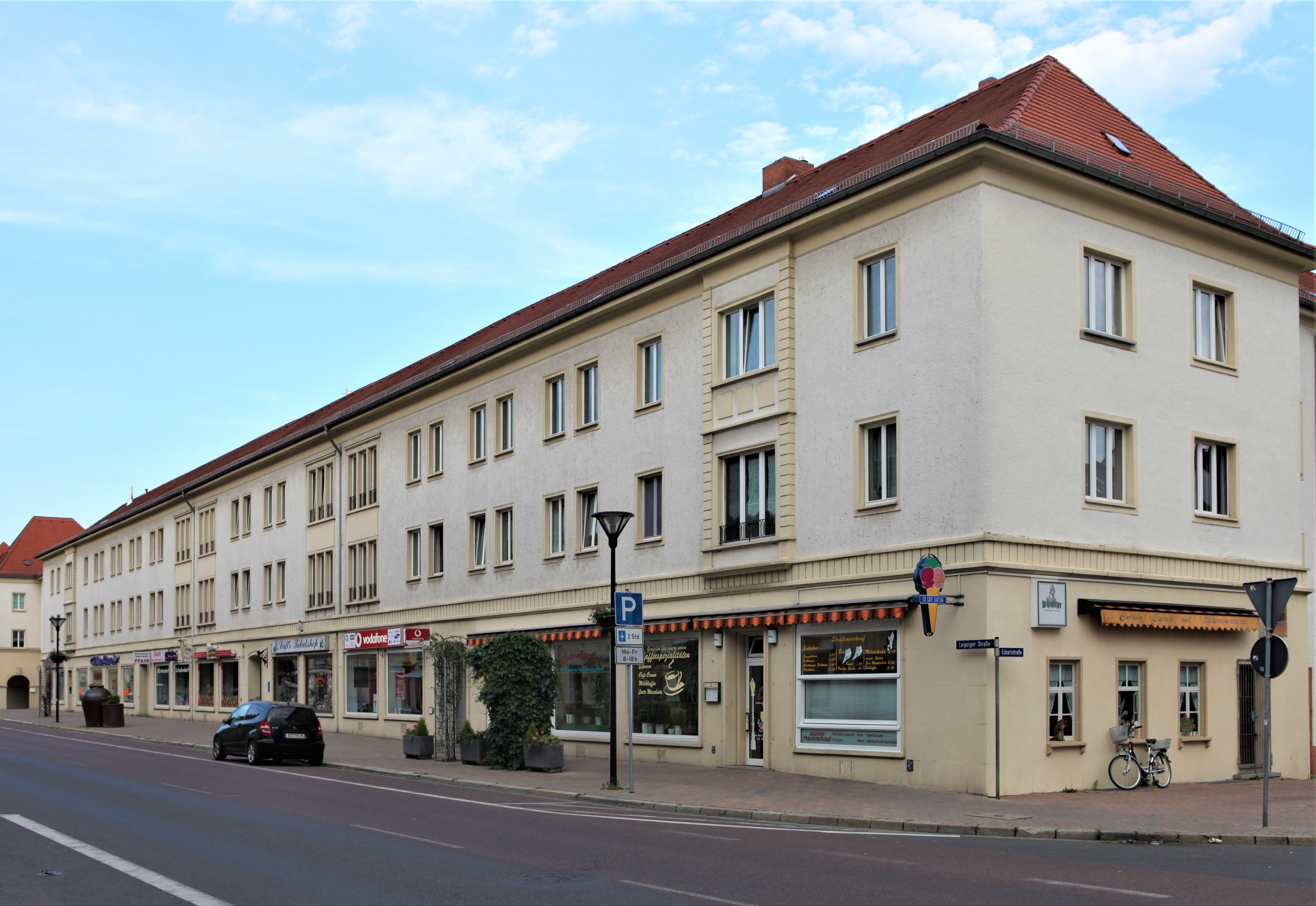
Der einheitlich gestaltete Gebäudeteil Leipziger Straße 58–61. (2012)

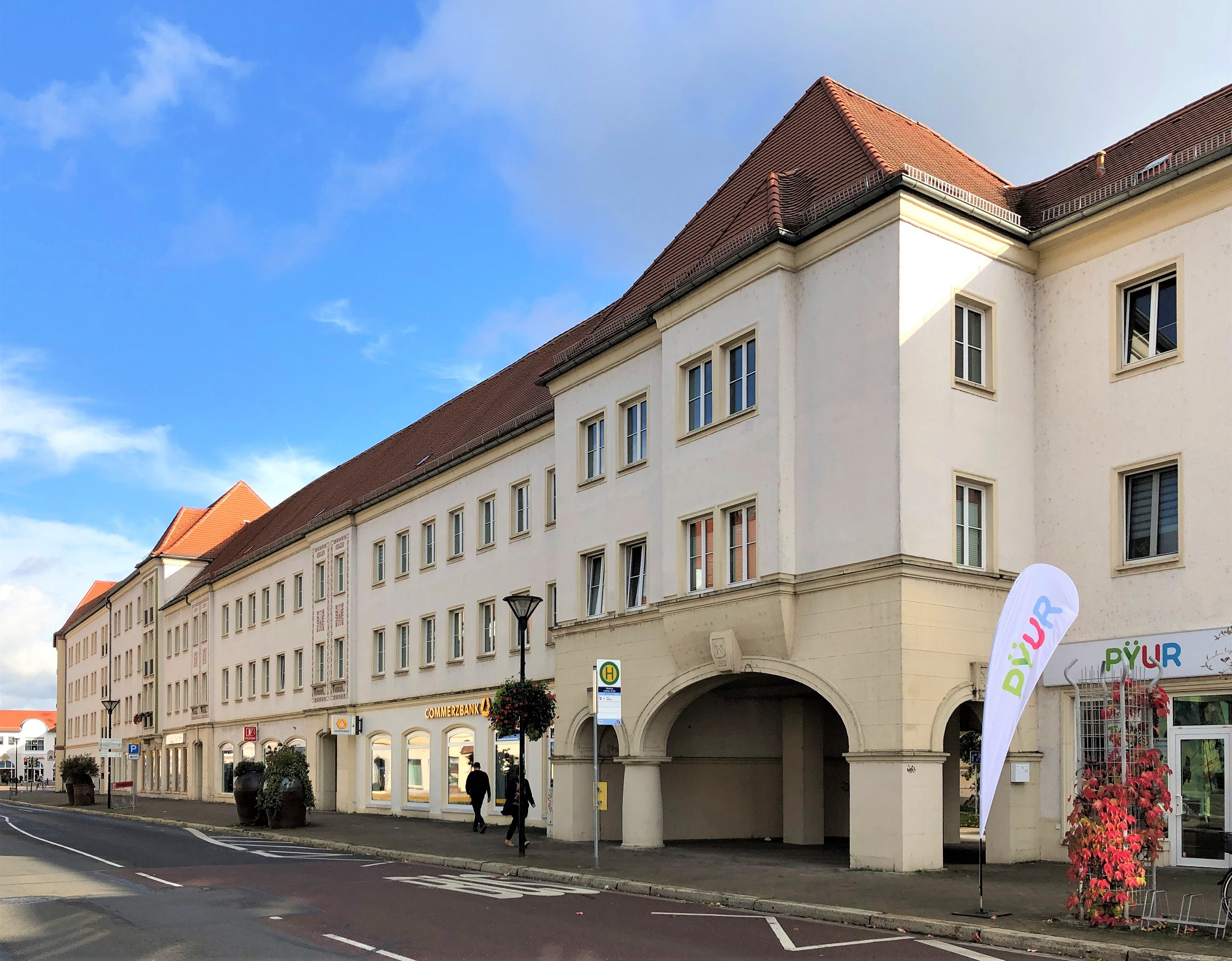
Der Gebäudeteil Leipziger Straße 62–67 mit dem straßenbildprägenden Torbogen an der Einmündung zur Rollenstraße. (2021)

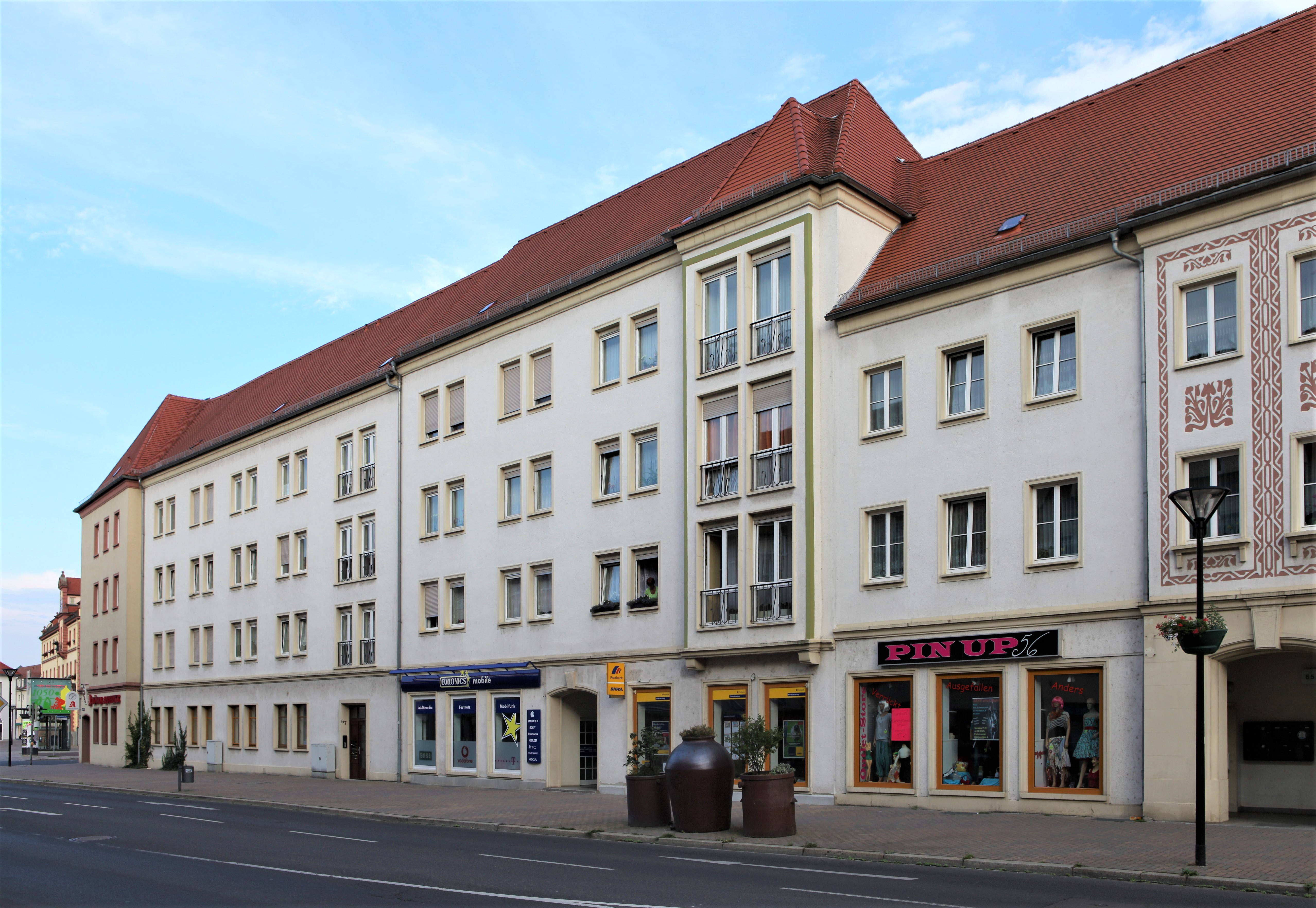
Der Gebäudeteil Leipziger Straße 65–67 mit zunehmender Geschosszahl hin zum Marktplatz ab Hausnummer 66. (2012)

Der dreigeschossige langgestreckte Gebäudeteil (Hausnummern 58 bis 61) nimmt das mit einem Fries versehene Gurtgesims der Leipziger Straße 57 auf, das die im Naturfarbton gehaltene Ladenebene von den Wohngeschossen trennt. Die Eingänge zu den Wohn- und Geschäftsräumen sind teilweise kombiniert. In diesem Fall liegen sie im Inneren des Baukörpers und sind durch ein offenes Segmentbogenportal zugänglich. Sämtliche Eingänge und Schaufenster weisen hervorstehende Faschen auf. Die horizontale Gliederung durch die Fensterbänder der Obergeschosse wird unterbrochen durch insgesamt sechs vertikale Fensterbänder. Diese sind zum einen als von Quaderwerk eingefasste Erker über den Eingängen 58 und 61 ausgeführt und zum anderen als Gruppen zu je drei langstreckten Fenstern in der Art französischer Balkone angeordnet, die von jeweils vier Zierkonsolen getragen werden und mit einem einfachen Gesims knapp unterhalb der Dachkante abschießen. Die Faschen der Wohnungsfenster sind dezent profiliert und durch einen Naturfarbton leicht vom Weiß der Fassade abgehoben. An der westlichen Giebelseite befinden sich im Erdgeschoss drei Blindfenster, deren Fensterbänke von je zwei Konsolen getragen werden. Das etwas auskragende Dachgesims trägt ein Walmdach. Am westlichen Ende der Bebauung schließt sich im Verlauf der Eckartstraße (östliche Straßenrandbebauung) ein leicht geschwungener Zeilenbau an.
Im Osten schließt sich ein etwa eineinhalb Meter eingerückter Gebäudeteil (Hausnummer 62) an. Das Gurtgesims des benachbarten Baus wird dabei nicht aufgenommen. Tür- und Fenstereinfassungen besitzen eine Profilierung und farbliche Betonung. Über der Eingangstür mit ihrem Segmentbogen befindet sich auf zwei Konsolen der Treppenhauserker mit je drei langgestreckten Fenstern, der nach oben mit einem Gesims abschließt. Die Flächen zwischen den einzeln eingefassten Erkerfenstern sind mit zeittypischer Kunst versehen. An diesen Gebäudeteil schließt sich als Zeilenbau die westliche Straßenrandbebauung der Rollenstraße an.
Aus der Baufluchtlinie sowohl dieses als auch des vorhergehenden Gebäudeteils deutlich hervorstehend setzt weiter Richtung Marktplatz der markante zweibogige Torbogen (Hausnummer 63) an. Ein großer und ein kleiner Bogen jeweils straßen- und hofseitig bildeten die Durchfahrt bzw. den Durchgang zur Rollenstraße. Mittlerweile ist der Durchlass für den Autoverkehr gesperrt. Im Mauerwerk des vorspringenden Baus befindet sich gen Westen ein weiterer rundbogiger Durchgang. Alle Bogen sind mit einem Schlussstein versehen; dabei zeigt die Agraffe des großen Bogens hin zur Leipziger Straße das Wappen der DDR und die Jahreszahl 1957 als Datum der Fertigstellung, der Schlussstein des sich anschließenden kleinen Bogens besitzt keine weitere Verzierung, ebenso wie die Schlusssteine der rückwärtigen Bögen hin zur Rollenstraße. Der des dritten Rundbogens zeigt eine zeittypische Verzierung. Die Bögen ruhen hin zur Leipziger Straße auf einer Rundsäule mit Kapitell, hin zur Rollenstraße auf einer quadratischen Säule mit umlaufendem Gesims. Getragen von zwei weiteren Säulen im inneren des Durchgangs befinden sich über dem Torbogen zwei Wohngeschosse, die durch ein Fenstergesims nach unten hin abgegrenzt sind. Der Zugang zu den Wohnungen befindet sich hofseitig. Ein Erker, der zentral über dem großen Bogen auskragt, geht im Walm des Daches, dessen First quer zum Dachfirst der benachbarten Gebäudeteile verläuft, mit einem zusätzlichen kleinen Walm auf. An der rückwärtigen Fassade befinden sich an gleicher Stelle Loggien. Bei gleicher Geschosszahl liegt der Dachfirst ab diesem Gebäudeteil etwas höher.
Der östlich angebaute Gebäudeteil (Hausnummern 64 und 65) liegt wieder in der Fluchtlinie der Leipziger Straße 58 bis 61 und weist Ähnlichkeiten in der Gestaltung auf. Die Eingänge zu den Wohnungen und Geschäften sind auch hier kombiniert und liegen im Inneren des Baukörpers. Nach außen hin sind sie mit einem profilierten Segmentbogenportal mit Schlussstein gestaltet. Auch die Schaufenster besitzen in diesem Bereich durchgehend Segmentbögen. Durch die in regelmäßigen Abständen angeordneten Fenster entsteht wiederum eine horizontale Gliederung, die von zwei vorspringenden Gebäudeteilen jeweils oberhalb der Eingangsbereiche unterbrochen wird. Diese Auskragungen besitzen zeittypisches Dekor, welches im gesamten Karree mehrmals zur Ausführung kommt. Ein Gurtgesims trennt auch hier Wohn- und Geschäftsbereiche.
Der folgende Gebäudeteil (Hausnummern 66 und 67) stellt die Verbindung zur Bebauung in der Rinckartstraße dar und bildet somit den Lückenschluss zum Marktplatz. Er ist im Gegensatz zu den westlichen Gebäudeteilen viergeschossig ausgeführt. Während die Hausnummer 66 ein in der üblichen Art kombinierter Eingang von Wohn- und Geschäftsbereichen ist und über ein Segmentportal mit Schlussstein verfügt, ist der Eingang Leipziger Straße 67 einfach ausgeführt, da dort keine Ladenbereiche vorhanden sind. Das Erdgeschoss dieses Gebäudeteils wird belegt von der Offizin der seit jeher ansässigen Löwen-Apotheke. Ein Erker über drei Geschosse in der Fassade der Hausnummer 66 mit seinen französischen Balkonen, der von zwei Konsolen getragen wird, geht mit einem Walm in der Dachkonstruktion auf. Die Fenster der Wohngeschosse über dem Eingang Leipziger Straße 67 sind ebenfalls als französische Balkone ausgeführt, ohne dabei auszukragen. Bis auf die profilierten Fenster- und Türfaschen, das weitergeführte Gurtgesims und das Dachgesims ist dieser Gebäudeteil an Ornamenten arm. Die sich anschließende Eckbebauung mit dem Eingang zur Apotheke gehört entgegen der angebrachten Straßenbeschilderung bereits zur Bebauungen  Rinckartstraße (Hausnummer 1).